# Ватаманово (Белозерский район)
Ватаманово — деревня в Белозерском районе Вологодской области.
Входит в состав Гулинского сельского поселения, с точки зрения административно-территориального деления — в Гулинский сельсовет.
Расположена на берегу Лозско-Азатского озера. Расстояние по автодороге до районного центра Белозерска составляет 32 км, до центра муниципального образования деревни Никоновская — 2 км. Ближайшие населённые пункты — Горка-1, Никоновская, Фёдоровская.
Население по данным переписи 2002 года — 5 человек.